# Pimpinella anisetum
Pimpinella anisetum es una especie de Magnoliopsida del género Pimpinella, de la familia Apiaceae, del orden Apiales.

## Distribución
Pimpinella anisetum se distribuye por Turquía (E-Anatolia, Inner Anatolia, N-Anatolia).

## Taxonomía
Fue descrita científicamente por Pierre Edmond Boissier & Benedict Balansa. Fue publicado por primera vez en Boiss. & Balansa. (1859). In: Boiss., Diagn. Pl. Orient. Ser. 2, 6: 78.